# Bozhou
Bozhou (en chino, 亳州; pinyin, Bózhōu) es una ciudad-prefectura localizada en el noroeste de la provincia de Anhui, en el este de la República Popular de China. Limita, al norte, con la provincia de Henan; al este, con las ciudades-prefectura de Anhui de Huaibei y Bengbu; al sur y suroeste, con las también ciudades-prefectura de Fuyang y Huainan. Su área es de 8521km² y su población para 2020 fue de 5 millones de habitantes.
El nombre se refiere tradicionalmente a la zona norte del río Huai He y el norte del río Yangtsé, que incluye a día de hoy el centro de Anhui.

## Administración
La ciudad prefectura de Bozhou se divide en 4 localidades que se administran en 1 distrito urbano y 3 condados rurales.
- Distrito de Qiaocheng - 谯城区
- Condado de Woyang - 涡阳县
- Condado de Mengcheng - 蒙城县
- Condado de Lixin - 利辛县

### Localidades con población en noviembre de 2010
- Lìxīn Xiàn 1,167,087
- Mĕngchéng Xiàn 1,062,080
- Qiáochéng Qū 1,409,436
- Wōyáng Xiàn 1,212,054

## Clima
Bozhóu se caracteriza por tener un clima húmedo, con las cuatro estaciones muy diferentes. La temperatura anual es de 15C , siendo enero el mes más frío con 0 °C y agosto con 27 °C. Los inviernos son poco húmedos y fríos, mientras el verano es muy húmedo y caliente. La mayor lluvia se precipita de junio a agosto.
| Parámetros climáticos promedio de Bozhou (1971−2000)      | Parámetros climáticos promedio de Bozhou (1971−2000) | Parámetros climáticos promedio de Bozhou (1971−2000) | Parámetros climáticos promedio de Bozhou (1971−2000) | Parámetros climáticos promedio de Bozhou (1971−2000) | Parámetros climáticos promedio de Bozhou (1971−2000) | Parámetros climáticos promedio de Bozhou (1971−2000) | Parámetros climáticos promedio de Bozhou (1971−2000) | Parámetros climáticos promedio de Bozhou (1971−2000) | Parámetros climáticos promedio de Bozhou (1971−2000) | Parámetros climáticos promedio de Bozhou (1971−2000) | Parámetros climáticos promedio de Bozhou (1971−2000) | Parámetros climáticos promedio de Bozhou (1971−2000) | Parámetros climáticos promedio de Bozhou (1971−2000) |
| Mes                                                       | Ene.                                                 | Feb.                                                 | Mar.                                                 | Abr.                                                 | May.                                                 | Jun.                                                 | Jul.                                                 | Ago.                                                 | Sep.                                                 | Oct.                                                 | Nov.                                                 | Dic.                                                 | Anual                                                |
| --------------------------------------------------------- | ---------------------------------------------------- | ---------------------------------------------------- | ---------------------------------------------------- | ---------------------------------------------------- | ---------------------------------------------------- | ---------------------------------------------------- | ---------------------------------------------------- | ---------------------------------------------------- | ---------------------------------------------------- | ---------------------------------------------------- | ---------------------------------------------------- | ---------------------------------------------------- | ---------------------------------------------------- |
| Temp. máx. media (°C)                                     | 5.9                                                  | 8.6                                                  | 13.9                                                 | 21.4                                                 | 26.8                                                 | 31.2                                                 | 32.0                                                 | 31.1                                                 | 27.2                                                 | 21.8                                                 | 14.7                                                 | 8.3                                                  | 20.2                                                 |
| Temp. mín. media (°C)                                     | −3.3                                                 | −1.2                                                 | 3.5                                                  | 9.8                                                  | 15.1                                                 | 20.3                                                 | 23.4                                                 | 22.6                                                 | 17.2                                                 | 10.9                                                 | 4.1                                                  | −1.5                                                 | 10.1                                                 |
| Precipitación total (mm)                                  | 16.4                                                 | 21.1                                                 | 37.4                                                 | 43.8                                                 | 69.3                                                 | 101.9                                                | 204.1                                                | 131.1                                                | 71.8                                                 | 53.5                                                 | 25.8                                                 | 13.9                                                 | 790.1                                                |
| Días de precipitaciones (≥ 0.1 mm)                        | 4.1                                                  | 5.0                                                  | 6.8                                                  | 6.5                                                  | 7.6                                                  | 8.5                                                  | 12.2                                                 | 10.5                                                 | 7.8                                                  | 7.0                                                  | 5.4                                                  | 3.9                                                  | 85.3                                                 |
| Horas de sol                                              | 145.0                                                | 145.4                                                | 171.0                                                | 206.2                                                | 231.4                                                | 222.9                                                | 212.8                                                | 215.7                                                | 189.8                                                | 187.4                                                | 161.8                                                | 152.2                                                | 2241.6                                               |
| Humedad relativa (%)                                      | 68                                                   | 66                                                   | 66                                                   | 66                                                   | 68                                                   | 69                                                   | 81                                                   | 82                                                   | 77                                                   | 74                                                   | 70                                                   | 67                                                   | 71.2                                                 |
| Fuente: China Meteorological Administration 2010年6月19日 |                                                      |                                                      |                                                      |                                                      |                                                      |                                                      |                                                      |                                                      |                                                      |                                                      |                                                      |                                                      |                                                      |